# Evan James Henderson
Evan James Henderson ist ein US-amerikanischer Schauspieler, Filmproduzent und Drehbuchautor.

## Leben
Henderson wuchs in Rapid City im US-Bundesstaat South Dakota auf und ist heute in Los Angeles, Kalifornien, wohnhaft. Er debütierte 2016 in einer Episode der Fernsehserie Westworld. Neben Besetzungen in verschiedenen Kurzfilmen von 2018 bis 2020 übernahm er 2018 eine größere Rolle im Katastrophenfilm End of the World – Gefahr aus dem All. Eine Nebenrolle verkörperte er im Spielfilm A Kiss on Candy Cane Lane. Seit 2019 ist er zusätzlich als Filmproduzent und Drehbuchautor für Kurzfilme tätig.

## Filmografie (Auswahl)

### Schauspiel
- 2016: Westworld (Fernsehserie, Episode 1x03)
- 2018: Bygone (Kurzfilm)
- 2018: Kommando 1944 (Kurzfilm)
- 2018: End of the World – Gefahr aus dem All (End of the World)
- 2019: The Bartender (Kurzfilm)
- 2019: Solace Cove (Kurzfilm)
- 2019: Stone Cold Crazy (Kurzfilm)
- 2019: A Kiss on Candy Cane Lane
- 2020: OhSam+Titan: Push Up! (Kurzfilm)
- 2020: The Bartender: Beginnings (Kurzfilm)
- 2021: Party Foul (Kurzfilm)
- 2021: Memoirs of a Fighter
- 2023: Et Tu
- 2023: The Exorcism of Barty Rose (Kurzfilm)

### Produktion
- 2019: Solace Cove (Kurzfilm)
- 2019: Stone Cold Crazy (Kurzfilm)
- 2020: The Bartender: Beginnings (Kurzfilm) (auch Drehbuch)